# Rijksinsigne voor Sport

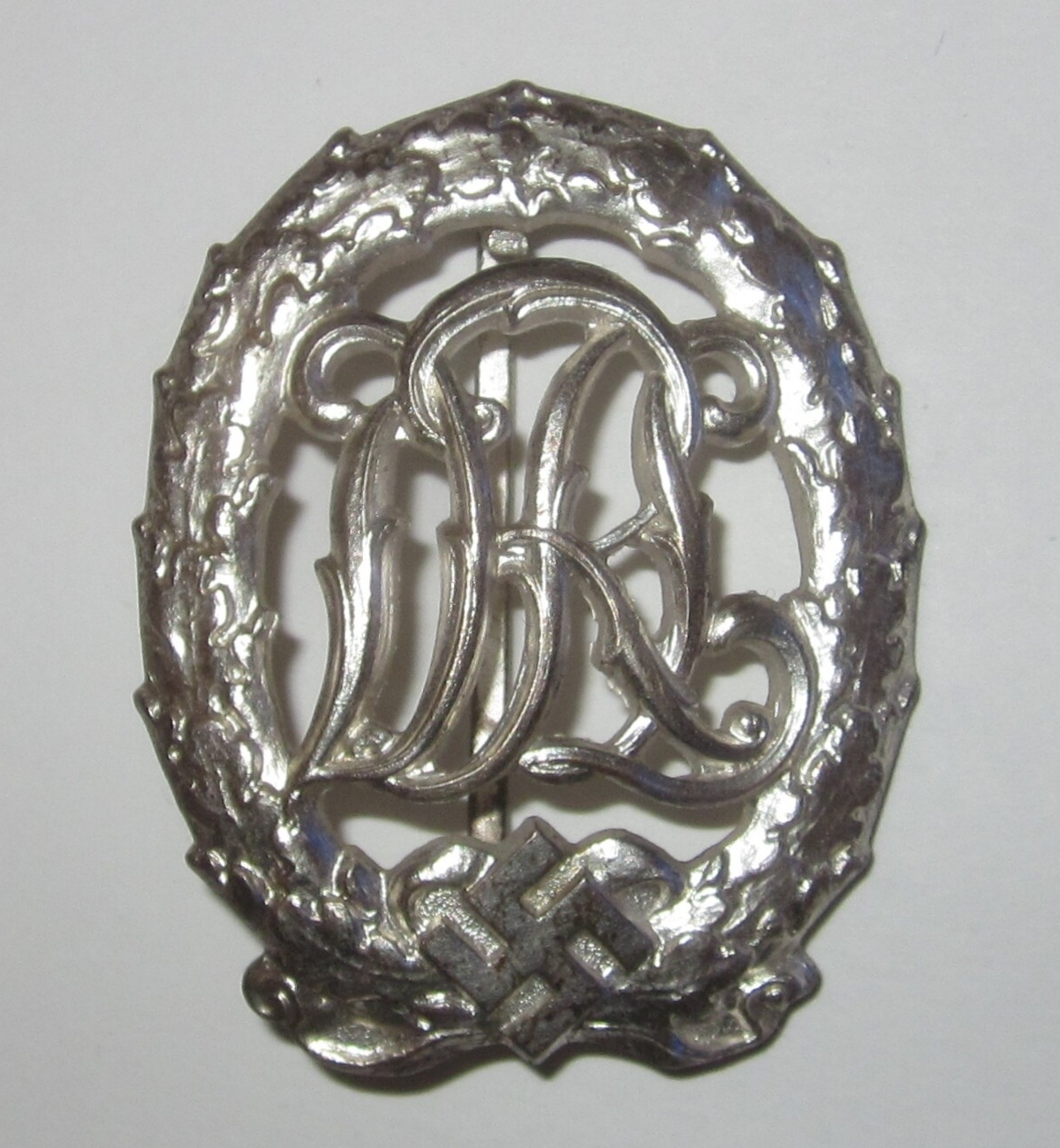
Rijkssportinsigne 1935 - 1944

Het Rijksinsigne voor Sport (Duits: Reichssportabzeichen) was een Duitse onderscheiding.
Het insigne werd in 1913 ingesteld als sportonderscheiding. Het was toen het "Sportabzeichen". In 1933 werd het in "Deutsches Reichssportabzeichen" omgedoopt. Op 1 juli 1937 werd het sportinsigne een officiële onderscheiding, een "Staatsabzeichen" van het Duitse Rijk. De naam werd officieel "Reichsauszeichnung für Leibesübungen" maar in de wandeling werd de naam "Reichssportabzeichen" gebruikt.
Het insigne was geïnspireerd door de Amerikaanse Athletic Badge uit 1904 en het Zweedse Idrotts-Märket. 
Sinds 10 mei 1933 was de door verenigingen georganiseerde sport in Duitsland al "gleichgeschaltet" en onder gezag van de door de nazi's gecontroleerde Duitse staat gebracht. Op het insigne werd nu een hakenkruis aangebracht.
Zoals zo veel in het Derde Rijk werd ook de sport gemilitariseerd. De eisen die aan het verkrijgen van het insigne werden gesteld werden uitgebreid met het voor de vierde graad vereiste schieten met handvuurwapen en geweer.
Men droeg het insigne als broche op de linkerborst. Ieder jaar werden tienduizenden insignes uitgereikt. In de jaren na 1934 waren dat er ieder jaar rond de honderdduizend zodat er tussen de een miljoen en anderhalf miljoen exemplaren moeten zijn verleend. Met de val van het Nazi-regime kwam ook een einde aan het Rijksinsigne voor Sport. Na 1944 was het, gegeven de nakende ineenstorting van het Nazi-regime, al niet meer uitgereikt.

## Klasse[4]
Het Rijksinsigne werd in vier klasse uitgereikt:
- Goud
- Zilver
- Brons
- Oorlogsgehandicapte en andere lichamelijk gehandicapte mannen

## Het Rijksinsigne voor Sport na de Tweede Wereldoorlog
De geallieerden verboden in 1945 het dragen van alle Duitse orden en onderscheidingen, dus ook die van vóór 1933. Dit verbod is in de DDR altijd van kracht gebleven. In de Bondsrepubliek Duitsland werden de meeste onderscheidingen weer officieel toegelaten door het Gesetz über Titel, Orden und Ehrenzeichen van 1957. Ten opzichte van de nazitijd werd dit echter beperkt tot orden uit de Tweede Wereldoorlog en zulke voor brandweer, luchtbescherming en mijnschachtveiligheid. Deze moesten worden ontdaan van hakenkruisen en andere nazi-kenmerken. Het Rijksinsigne voor Sport viel niet onder die eisen en bleef dus verboden. Echter was al in 1952 het Deutsche Sportabzeichen ingevoerd, waaraan oudere verleningen konden worden toegerekend. Tot 2006 zag het Deutsche Sportabzeichen bijna hetzelfde uit als het Reichssportabzeichen, alleen zonder hakenkruis en met de letters DSB (Deutscher Sportbund) in plaats van DRL.